# Limnocharis
Limnocharis es un género con dos especies de plantas con flores de la familia Alismataceae anteriormente tuvo su familia Limnocharitaceae.

## Descripción
Son hierbas emergentes; con rizomas cortos y erectos; estolones ocasionales, erectos. Hojas basales, emergentes, largamente pecioladas; pecíolos triangulares, no septados, frecuentemente con aerénquima; láminas lanceoladas a ovadas, ápice agudo a redondeado, base aguda a cordada. Inflorescencias hasta 10 en número, ocasionalmente proliferantes, con 1 a muchas flores;  pétalos fugaces, ovados a suborbiculares, más largos que los sépalos, amarillos; estambres numerosos, los exteriores frecuentemente estériles, filamentos lineares, aplanados, anteras lineares; carpelos 15–20, comprimidos lateralmente, verticilados, escasamente cohesionados en la base, estilo ausente, estigma extrorso. Frutos comprimidos lateralmente, semicirculares, escasamente cohesionados, membranáceos, surcados dorsalmente, internamente dehiscentes; semillas numerosas, transversalmente multiacostilladas.

## Taxonomía
El género fue descrito por  Aimé Bonpland, y publicado en Plantae Aequinoctiales 1: 116. 1808[1807].
Etimología
Limnocharis: nombre genérico que deriva del griego antiguo: λίμνη (limni = "lago") y φυτών ( charis = "grácia").

## Especies
- Limnocharis flava
- Limnocharis laforesti